# 2741 Вальдивія
2741 Вальдивія (2741 Valdivia) — астероїд головного поясу, відкритий 1 грудня 1975 року.
Тіссеранів параметр щодо Юпітера — 3,365.
Названо на честь Педро де Вальдивія (ісп. Pedro de Valdivia, близько 1500 — 1554) — іспанського конкістадора та перший королівського губернатора Чилі.